# Sarah Guppy
Sarah Maria Beach, coneguda com a Sarah Guppy (Birmingham, 5 de novembre de 1770 - 24 d'agost de 1852), va ser una inventora i enginyera britànica que va contribuir al disseny d'infraestructures a la Gran Bretanya. El 1811 va ser la primera dona que va patentar un pont, antecedent de la construcció del pont penjant de Clifton a Bristol, i va desenvolupar diversos productes d'ús domèstic. Va ser una pionera en la lluita perquè les dones poguessin accedir a l'educació, i amb la seva assistència a classe i el seu esforç personal va ajudar a deixar enrere nombrosos prejudicis.

## Inicis i invencions
Sarah Maria Beach va néixer a Birmingham, Anglaterra, i va ser batejada el 5 de novembre de 1770. El març de 1811 va patentar la primera de les seves invencions anomenada Nova manera de construir i erigir ponts de ferrocarrils sense arcs, un mètode per fer pilons segurs per ponts en les vies fèrries.
L'enginyer Thomas Telford li va demanar permís per  usar el seu disseny patentat per a les fundacions de ponts suspesos, i li ho va concedir de manera gratuïta per al pont penjant sobre l'estret de Menai. Com a amiga d'Isambard Kingdom Brunel i la seva família es va involucrar en el Great Western Railway, escrivint als directors amb idees i donant el seu suport. Tampoc va tenir rèdit econòmic quan Brunel va utilitzar el seu disseny per a la construcció del pont penjant de Clifton a Bristol. En 1841 va escriure una carta recomanant plantar salzes i àlbers per a estabilitzar els terraplens. Va continuar oferint consell tècnic tot i que, com va escriure, «és desagradable parlar d'un mateix -pot semblar jactanciós especialment en una dona.»

## Patents i publicacions

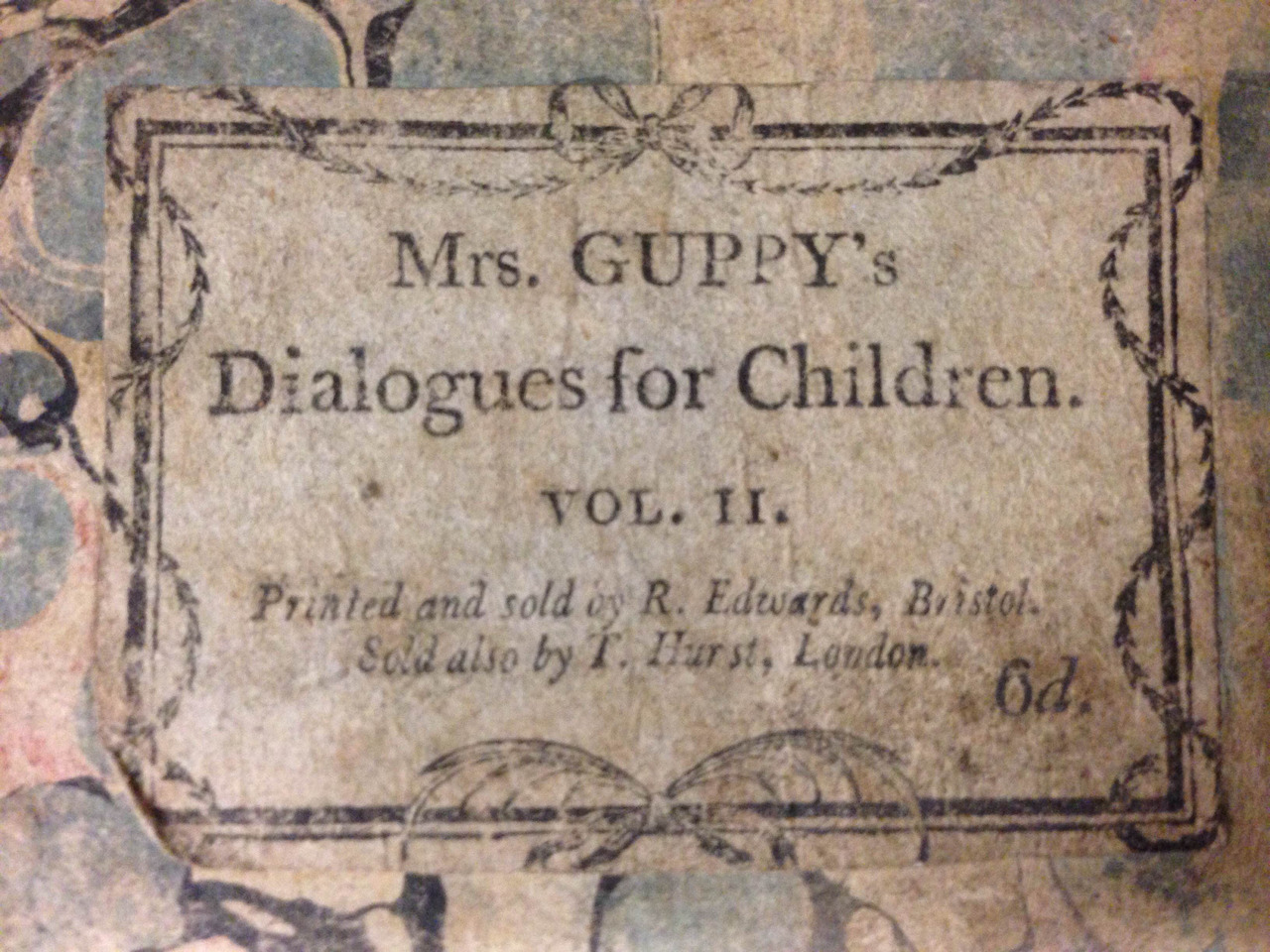
Cover of Dialogues for Children, 1800

Com les dones no podien registrar les patents amb el seu nom, havia de realitzar-lo el seu espòs, per la qual cosa, en nom de la família Guppy es van registrar deu patents en la primera meitat del segle xix, incloent-hi un mètode per a mantenir als vaixells lliures de crustacis que va portar a un contracte del govern per valor de £ 40.000. Altres invencions van incloure un llit amb equip d'exercici incorporat, un dispositiu per a  te o cafè que cuinava els ous a vapor, un petit plat per a mantenir el pa torrat i un dispositiu per a "millores en el calafateig de vaixells, pots i altres vaixells". A més va inventar la campana extractora, el sistema de ruixadors contra incendis i va patentar un nou tipus de canelobre que va permetre que les espelmes duressin més temps.
Va escriure The Cottagers and Labourers Friend i Dialogues for Children en dos volums. Les seves obres van ser considerades entretingudes i instructives per als nens i nenes, i novament no va voler obtenir lucre de les seves publicacions, els guanys derivats de la seva venda es va destinar a fundar una escola per a nenes amb pocs recursos a Bristol.

## Matrimoni i família
Es va casar el 1795 amb el comerciant de Bristol Samuel Guppy, van viure a Queen Square i Prince Street, principals llocs de la societat de Bristol i Clifton. La parella va tenir sis fills, entre ells Thomas Richard, Grace i Sarah. Encara que Thomas Richard va entrar en el negoci de refinació de sucre de la família, més tard es va convertir en enginyer i va ser soci de Isambard Kingdom Brunel, contribuint significativament al disseny de SS Great Western i SS Great Britain. Brunel va pintar un retrat de la jove Sarah Guppy prop de 1836. 

## Vellesa
En 1837, als seixanta-set anys d'edat, Sarah, ja vídua, es va casar amb Richard Eyre Coote, vint-i-vuit anys menor. Durant un temps van viure en Arnos Court, Brislington, però Richard va gastar ràpidament els diners de la seva rica esposa en cavalls. Sarah es va mudar a 7 Richmond Hill, Clifton en 1842. Va comprar la terra d'enfront de la casa per al gaudi dels residents de Clifton i continua sent un espai verd.